# Milada Kubíková
Milada Kubíková provdaná Milada Stastny (* 6. června 1943, Plzeň) je bývalá československá krasobruslařka. Jejím krasobruslařským partnerem byl Jaroslav Votruba.

## Sportovní kariéra
Na Zimních olympijských hrách 1964 v Innsbrucku Mořici skončili v závodě dvojic na 10. místě. Na Mistrovství světa v krasobruslení 1962 a na Mistrovství světa v krasobruslení 1963 skončili na 5. místě, na Mistrovství Evropy v krasobruslení 1962 skončili na 7. místě, na Mistrovství Evropy v krasobruslení 1963 na 5. místě a na Mistrovství Evropy v krasobruslení 1964 na 12. místě. Na Mistrovství Československa v krasobruslení získali 2 zlaté, 1 stříbrnou a 2 bronzové medaile.